# Sefīd Shīān
Sefīd Shīān (persiska: سِفيد شَبان, Sefīd Shabān, سفید شیان) är en ort i Iran.   Den ligger i provinsen Markazi, i den centrala delen av landet, 180 km sydväst om huvudstaden Teheran. Sefīd Shīān ligger 2 369 meter över havet och antalet invånare är 142.
Terrängen runt Sefīd Shīān är kuperad. Runt Sefīd Shīān är det ganska glesbefolkat, med 21 invånare per kvadratkilometer. Närmaste större samhälle är Tafresh, 8,7 km nordost om Sefīd Shīān. Trakten runt Sefīd Shīān består i huvudsak av gräsmarker.